# ヒジャーズ鉄道

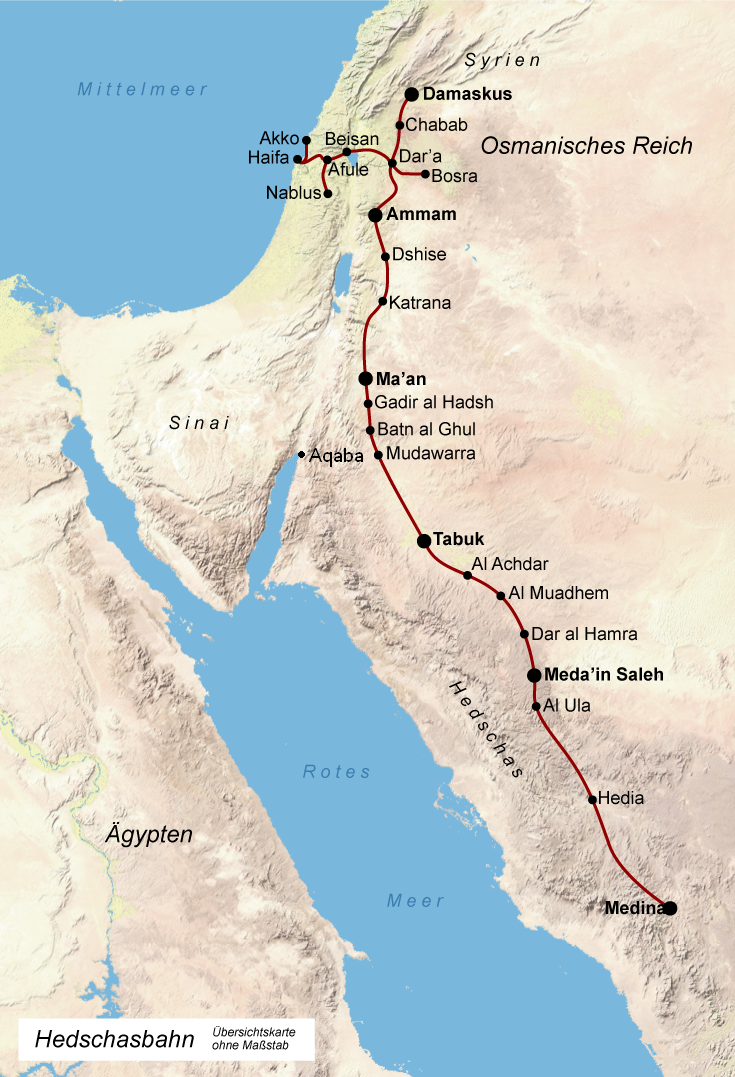
ヒジャーズ鉄道路線図（オスマン帝国時代）

ヒジャーズ鉄道（ヒジャーズてつどう、Hejaz railway）は、オスマン帝国によって建設された、シリアのダマスカスから現在のサウジアラビアの聖地マディーナ（メディナ）までの区間を、シリア、ヨルダン、およびアラビア半島西部のヒジャーズ地方を縦断して連絡した鉄道である。総延長は1,308km、軌間は1,050mmで、オスマン帝国の鉄道網の一部をなしており、当初の計画では聖地マッカ（メッカ）を終着駅にしていた。
その敷設目的は、ムスリムたちの聖地であるマッカやマディーナへ向かうハッジ（大巡礼）の巡礼者たちの交通のためであるとされたが、真の目的は、オスマン帝国の宗教に対する支配やヒジャーズ地方に対する軍事支配を強め、またダマスカスとヒジャーズ地方との交易を強化するためであったとも考えられる。実際、当初から沿線に電信線が敷設されていた。
鉄道は1900年に建設開始され、1908年に完成し多くの巡礼者や兵士を南へ運んだが、第一次世界大戦時にイギリスの支援を受けたアラブ勢力に破壊され、路線のほとんどは以後再建されることはなかった。

## 建設
ヒジャーズ鉄道は1900年、オスマン帝国の第34代スルタン、アブデュルハミト2世の命令で建設が開始され、出資はゲオルク・ジーメンスの率いるドイツ銀行が行い、主にトルコ人がドイツ人の指導や支援を受けながら敷設作業を進めていった。同時期に建設が進められていた鉄道にはベルリンからバグダードまでの鉄道・バグダード鉄道もあり(3B政策)、ドイツ帝国の中東への進出の意思がうかがわれる。
この鉄道は、建設当初に宣言された終着地点であるマッカまでの全路線は結局完成しなかった。マディーナ以南へは到達せず、マッカまではあと400kmを残していた。ダマスカスからマディーナまでは約1,300kmあり、途中ヨルダン川渓谷の東を進みアンマンを経由し、ヨルダン南部からヒジャーズでは内陸部をまっすぐマディーナまで進んでいた。また本線のほか、途中のダルアー（現在シリア領）から、内陸のボスラ（シリア）、地中海岸の港湾都市ハイファ、アッコン（両者とも現在はイスラエル領）、ヨルダン川西岸の商都ナーブルス（現在はパレスチナ自治区）まで出る支線があった。全区間には1,532ヶ所の橋、2個のトンネル、96ヶ所のレンガ造りの駅が建設された。またこの建設過程で大量の枕木が必要とされ、レバノン地方から多くのレバノン杉が伐採されたが、これがわずかに残っていたレバノン杉の森に止めを刺す結果となった。

## 開通

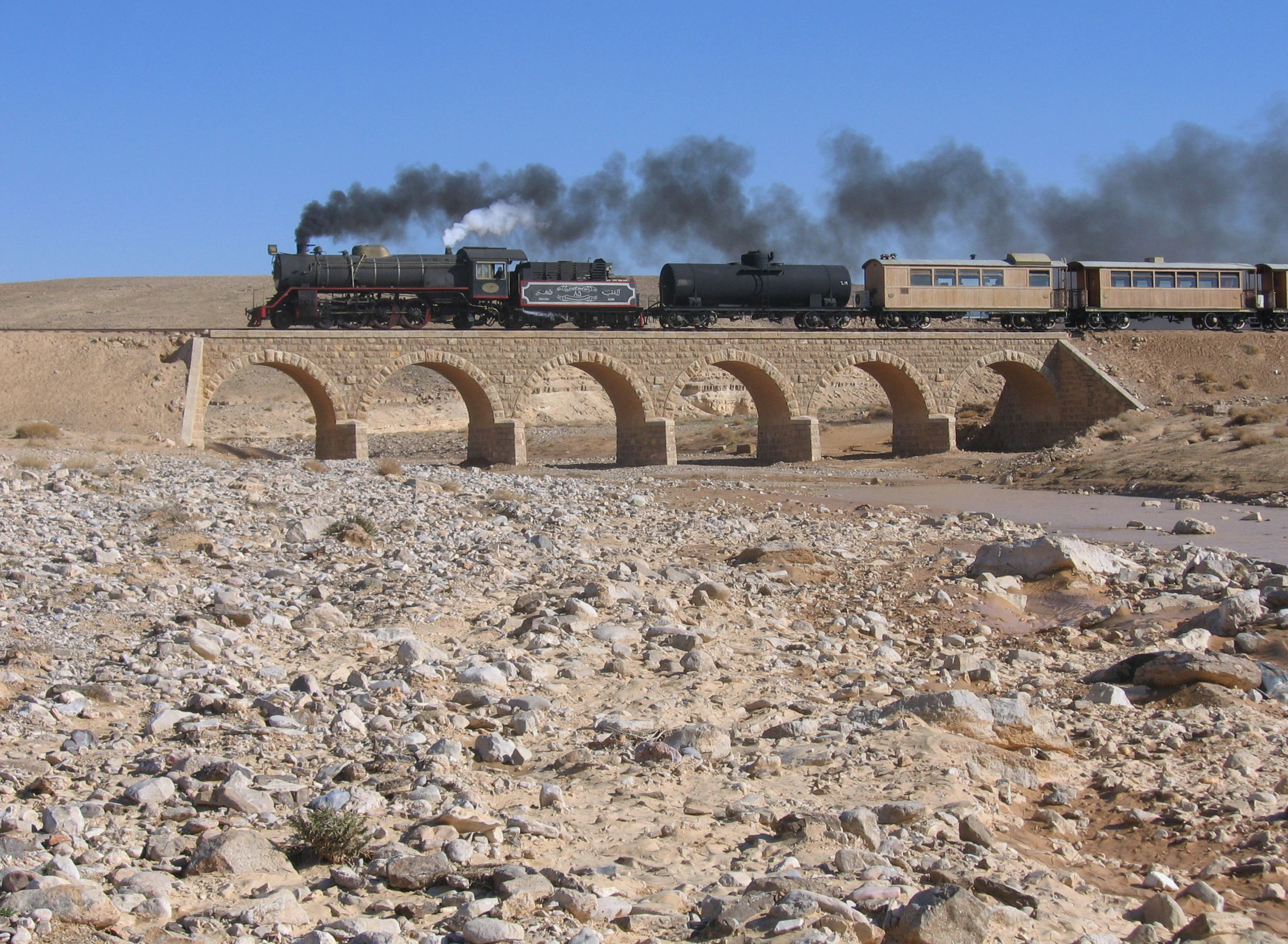
アンマンの南でワジを超える線路（2007年）

鉄道はスルタンの即位記念日である1908年9月1日、マディーナまで開通した。この日になんとしても間に合わせるため、いくつかの区間ではワジ（涸れ川）を渡る路線が仮の土手の上を通されるなどの妥協があった。1913年にはダマスカス市街中心部に、新駅ヒジャーズ駅が竣工し、始発駅がようやく完成した。ダマスカスでは、スエズ運河開通以来ベイルート経由の船便に奪われたハッジの巡礼者やアラビア地域の商取引・貨物運送をダマスカスに取り返す期待が高まった。
鉄道は開通当時から、オスマン帝国の宗主権強化を警戒した地元のアラブ人やベドウィン各部族の襲撃対象となった。列車も装甲をしたり兵士を乗せたりと武装していたため破壊には成功しなかった。しかし、オスマン帝国も鉄道沿線の両側1マイル以内を支配することがやっとであった。また地元民が枕木を引き抜いて燃料や薪に使うことがあったため、いくつかの区間では鉄の枕木が用意された。

## 破壊
ヒジャーズ鉄道は第一次世界大戦中、オスマン帝国軍の重要な兵站・物資供給ルートとみなされ、アラブ反乱で立ち上がったアラブ人との戦いで何度も破壊された。特にトーマス・エドワード・ロレンス（アラビアのロレンス）に率いられたゲリラ部隊が鉄道を襲い破壊し続けた。これにより、オスマン軍はスエズ運河などの攻撃に割くべき兵力をヒジャーズ鉄道防衛に回さざるを得なくなり、イギリス軍によるシリア・パレスチナ攻撃を許す結果になった。
オスマン帝国の崩壊・分割にともない、ヒジャーズ鉄道は沿線の政府がおのおの運営することとなった。特に、イギリス委任統治領トランスヨルダンとヒジャーズ王国（現サウジアラビア）の国境より南は誰も運営する意思がなく、ヒジャーズにおける路線は再開することなく廃線となった。またハイファへの支線もイスラエル建国の際の戦争（第一次中東戦争）で破壊され廃線となっている。
1960年代半ば、ヒジャーズ鉄道の再開が企図されたが、1967年の第三次中東戦争（6日間戦争）で話は流れてしまった。1975年、ヨルダン南部のマアーンから紅海のアカバ湾にあるアカバの港へ出る支線が建設された。

## 残存部

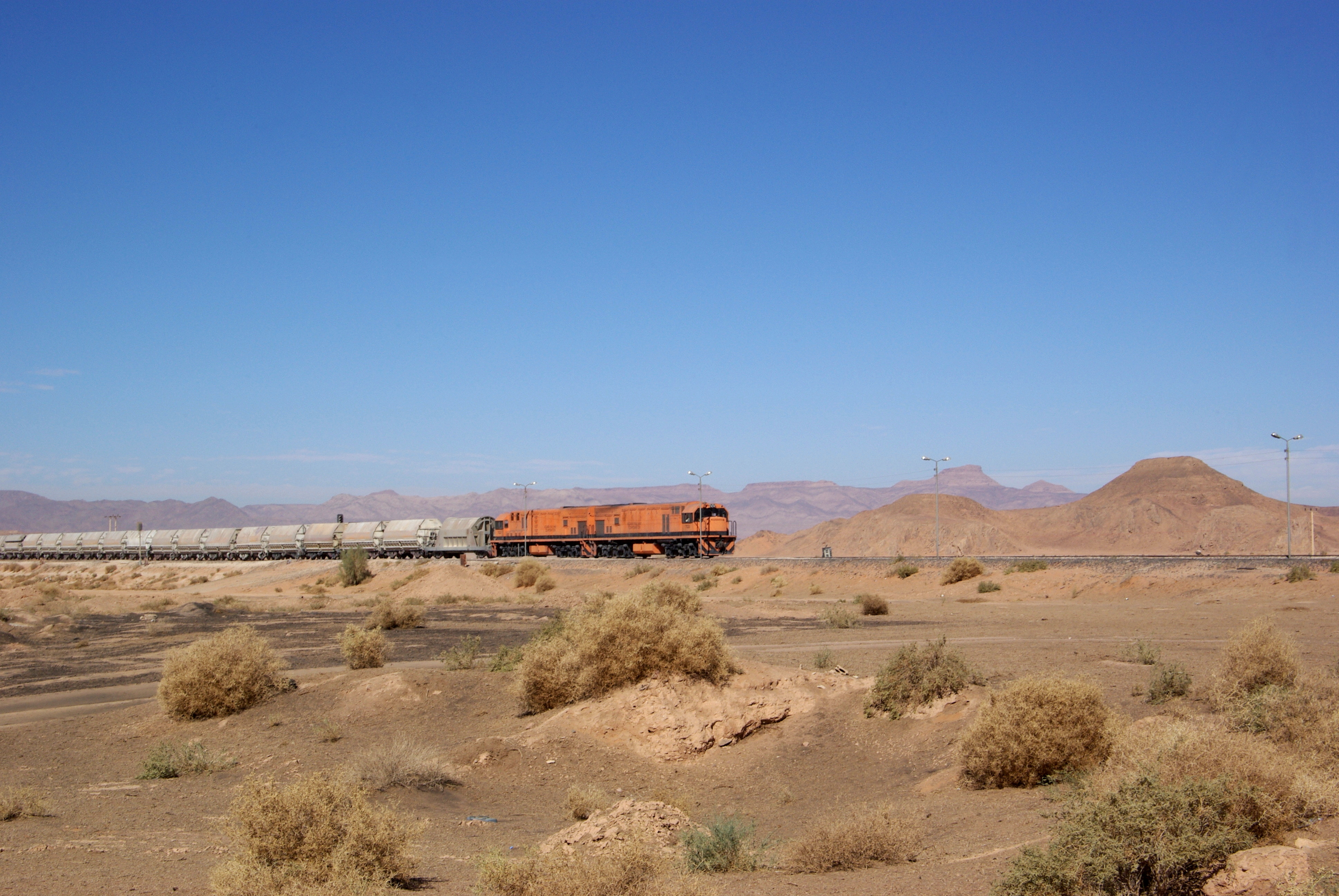
アカバ港からヨルダン内陸に帰る空の貨物列車

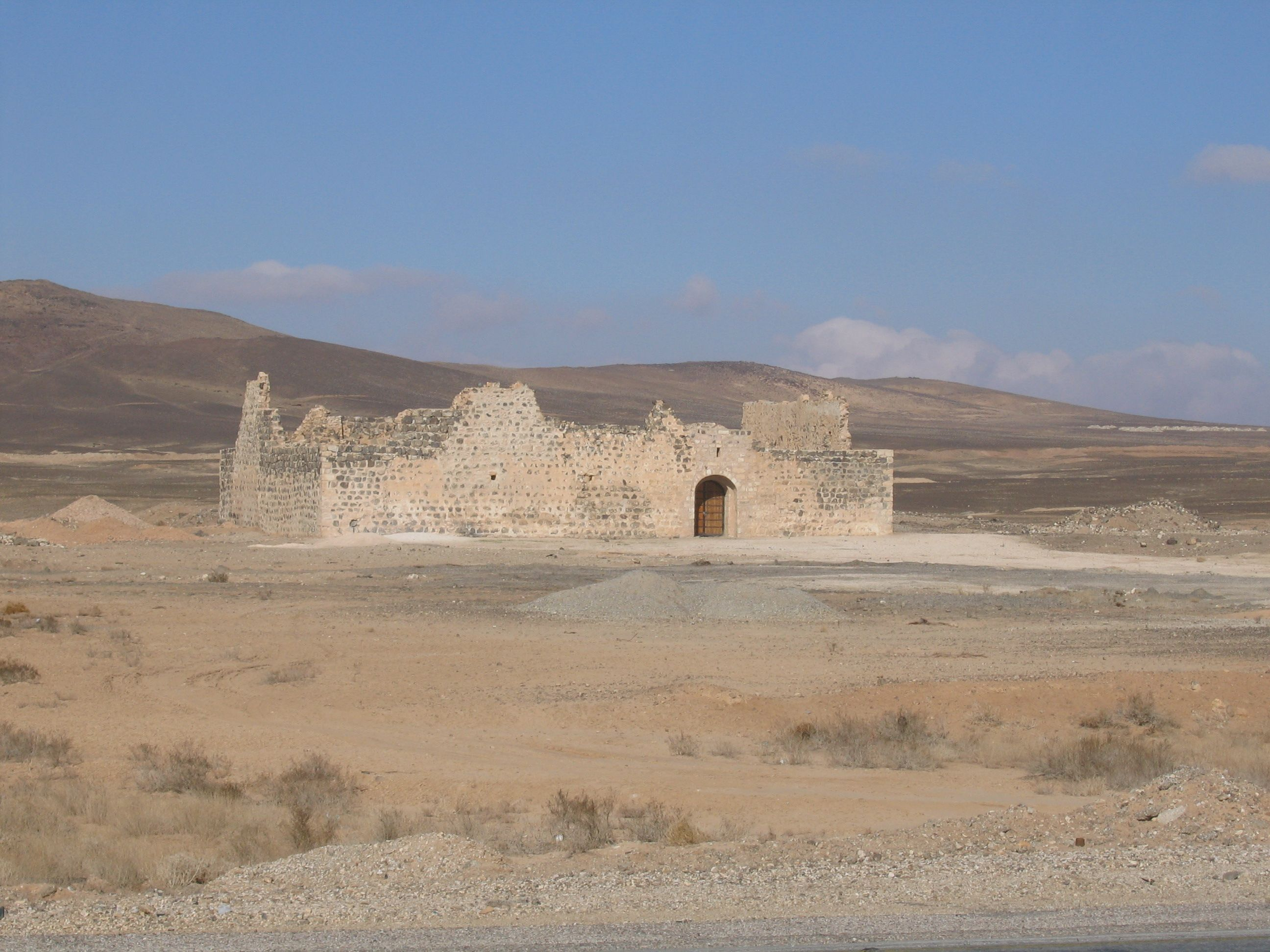
ヒジャーズ鉄道の駅および要塞の廃墟

ヒジャーズ鉄道では、かつての線路のうち二区画が、レールは繋がっているが運行主体がばらばらの状態で運行されている。
- ヨルダンのアンマンからシリアのダマスカスに向かう、「ヒジャーズ・ヨルダン鉄道」
- ヨルダンのアンマンから南部への鉄道、特にマアーン近郊のリン酸塩の鉱山からアカバ湾に向かって走る、「アカバ鉄道」

各鉄道では、建設当初に製造されたドイツ製蒸気機関車を保存・改修している。このうちシリアには9両の、ヨルダンには7両の蒸気機関車があり、それぞれダマスカス－アンマン間やアンマン－アカバへの団体観光客などのために利用されている。ヨルダンのアブドゥッラー2世就任以来、ヨルダンとシリアの関係は改善し、両国を結ぶ鉄道に対する興味がよみがえりつつある。ダマスカス側の始発駅はもはやヒジャーズ駅ではないが、郊外のカダム駅から列車は出発している。2004年、ヒジャーズ駅駅舎は再開発のために閉鎖されたが、再開発計画は中断されたままになっている。
サウジアラビア側では、もはや運行していない軌道敷、廃駅、鉄道車両の残骸などがいまだにそのままになっており、観光の対象となっている。ロレンスが破壊した列車は、今でも転落地点に転がっているのが見える。
2005年、サウジは3,000kmの鉄道を建設するランドブリッジ・プロジェクトを発表した。サウジ各地の鉱山、街、港を結び、隣接国の鉄道への接続も必要とされている。現在の計画では国境を越えて隣接国へ向かう新線は設定されていないが、いくつかの計画路線は国境近くに達する予定であり、その先は需要の多そうな各国都市に向けられている。これがヒジャーズ鉄道のサウジ部分の再建にもつながるのではないかという見方もある。